# Bridgwater
Bridgwater ist eine Stadt mit etwa 36.000 Einwohnern im Südwesten Englands. Sie liegt auf einer Höhe von 5 bis 15 m über dem Meeresspiegel am River Parrett in der Grafschaft Somerset. Von 1974 bis 2023 war Bridgwater Verwaltungssitz des Districts Sedgemoor innerhalb des Non-Metropolitan Countys Somerset.

## Industrie
Im Zweiten Weltkrieg war die nahebei gelegene Munitionsfabrik Royal Ordnance Factory (ROF) Bridgwater von Bedeutung. Hier befindet sich das „Somerset Brick & Tile Museum“, ein Ziegeleimuseum. Bridgwater ist Hauptsitz des Getränkeherstellers GerberEmig Group.
12 km nordwestlich von Bridgwater, an der Küste, liegt das Kernkraftwerk Hinkley Point; es ist seit 1965 in Betrieb.

## Karneval
Anfang November (am ersten Freitag und Sonnabend) findet hier jedes Jahr ein Karneval statt, der als größte Feier dieser Art außerhalb der Faschingszeit bekannt ist.
Der Karneval entstand im 18. Jahrhundert, um die Schießpulververschwörung zu feiern (einer der Täter, Robert Parsons, war mit der Stadt verbunden). Seit 1880 wurde das Ereignis jedes Jahr organisiert. 2007 zog es um 20.000 Zuschauer an. Es ist damit einer der größten Anziehungspunkte der Grafschaft.

## Städtepartnerschaften
- Homberg (Efze), Deutschland
- La Ciotat, Frankreich
- Uherské Hradiště, Tschechien
- Marsa, Malta

## Söhne und Töchter der Stadt
- Robert Blake (1598–1657), englischer Admiral
- Frances Barkley (1769–1845), gilt als erste Europäerin an der Westküste Kanadas und in Alaska
- John Haviland (Mediziner) (1785–1851), Arzt und Hochschullehrer
- James Sully (1842–1923), Psychologe
- Cuthbert Dukes (1890–1977), Arzt, Pathologe und Schriftsteller
- Elizabeth Ferris (1940–2012), Wasserspringerin